# Nely Carla Alberto
Nely Carla Alberto (San Sebastián, 2 de julho de 1983) é uma handebolista profissional espanhola, medalhista olímpica.
Fez parte do elenco medalhista de bronze nos Jogos Olímpicos Londres 2012, com oito atuações e 33 gols.